# Batalla de Grozni (1994-1995)
La primera batalla de Grozni fue la invasión del ejército ruso y la posterior conquista de la capital chechena, Grozni, durante los primeros meses de la primera guerra chechena. El combate duró entre diciembre de 1994 y marzo de 1995, dio lugar a la ocupación militar de la ciudad por las tropas rusas y el apoyo de gran parte de la nación chechena en torno al gobierno separatista de Dzhojar Dudáyev.
El asalto inicial resultó en bajas muy altas para el ejército ruso y una crisis casi total de la moral de sus fuerzas. Les tomó dos meses de intensos combates, y un cambio en sus tácticas, antes de que fueran capaces de capturar Grozni. La batalla causó una enorme destrucción y las muertes entre la población civil y se vio acompañada de la campaña de bombardeos pesados más grande en Europa desde el final de la Segunda Guerra Mundial. Las fuerzas separatistas chechenas reconquistaron la ciudad en agosto de 1996, poniendo fin a la guerra.

## Tácticas
Los combatientes chechenos tenían la ventaja de que estaban familiarizados con el terreno y mejor motivados. La mayoría de ellos hablaba ruso, había servido en las fuerzas armadas soviéticas, y la mayoría de estos contaban con uniformes soviéticos. Fueron divididos en grupos de combate que consistían de 15 a 20 combatientes, divididos en equipos de tres o cuatro hombres. Cada equipo consistía en un artillero anti-carro, por lo general armado con RPG-7 o RPG-18 de fabricación rusa, un hombre equipado con una ametralladora y un francotirador, que serían apoyados por asistentes cargados con municiones. Para destruir vehículos blindados rusos en Grozni había en promedio cinco o seis equipos de combate desplegados a nivel del suelo, en el segundo y tercer piso como así también en los sótanos. Mientras los francotiradores y ametralladoras atacaban a la infantería de apoyo, los artilleros anticarro llevaban a cabo el ataque contra los vehículos blindados, por los costados, por arriba y por la parte posterior de estos.
Los chechenos crearon una defensa móvil en la que sus pequeños grupos no establecían resistencia en un punto fijo, excepto en algunos puntos claves, para evitar ser un blanco fácil de la artillería rusa. Se dio mayor valor a las emboscadas, dejando entrar a las columnas rusas para luego inmovilizarlas y acabarlas. Muchas veces los chechenos se infiltraron detrás de las líneas rusas atacándolos por la retaguardia o forzándolos al uso de artillería para luego retirarse y hacer que esta atacara, sin saberlo, a sus propios soldados en las líneas más avanzadas.
La mayoría de los combatientes chechenos eran, sin embargo, milicianos indisciplinados que respondían solo a órdenes que venían de su jefe inmediato (a menudo un señor de la guerra) o solo iban a combatir a la ciudad unos pocos días para luego volver a sus aldeas a cuidar de sus granjas, lo cual hizo extremadamente difícil la efectiva coordinación de la defensa para el presidente del Estado Mayor de Grozni, el coronel Aslán Masjádov. Las fuerzas chechenas (que incluían una serie de voluntarios extranjeros) tenían un número limitado de armas pesadas, incluyendo un puñado de carros T-62 y T-72. La mayoría de las armas pesadas que estaban a disposición de las fuerzas regulares.
Inicialmente, el ejército ruso, fue tomado por sorpresa. Sus columnas armadas (que se suponía debían tomar la ciudad sin gran dificultad, como en Budapest en 1956) fueron diezmadas en una lucha más parecida a la batalla de Budapest de finales de 1944. Como medida inmediata los rusos dispusieron de vehículos ZSU-23-4 Shilka  y 9K22 Tunguska para repeler los ataques chechenos lanzados desde puntos demasiado altos para ser alcanzados por las armas tradicionales de sus tanques pesados pero fueron incapaces de repeler los ataques simultáneos múltiples de sus enemigos.
Los rusos, con una superioridad muy marcada, comenzaron un avance sistemático a través de la ciudad, casa por casa y cuadra por cuadra con infantería en movimiento en apoyo de sus blindados. En los movimientos proactivos, los rusos comenzaron a establecer los puntos de emboscada de sus enemigos y llevar a sus blindados hasta esos lugares para atraer a los grupos de combate chechenos y allí emboscarlos con infantería oculta. Al igual que con los tripulantes de los tanques soviéticos en la batalla de Berlín en 1945, algunos de los blindados rusos fueron equipados con una jaula de malla de alambre montada de unos 25-30 centímetros sobre la armadura del casco para hacer detonar anticipadamente a los proyectiles de carga hueca lanzados contra ellos.

## La batalla

### Asalto de Año nuevo
El ministro ruso de Defensa, el general Pável Grachov, pensaba, a principios de diciembre, que podría tomar Grozni en dos horas con un solo regimiento en combate. El 31 de diciembre de 1994, la ciudad de Grozni se despertó con un intenso bombardeo ruso iniciado a las 5:00 a. m. Los proyectiles alcanzaron tanques de petróleo al oeste de la ciudad creando una densa capa de humo, como así también al Instituto del Petróleo, en el centro de la ciudad, el cual también se incendió aumentando así la nube de humo. Se lanzaron panfletos instando a los chechenos a rendirse. 

#### El avance ruso
Las columnas rusas que entraron ese día en Grozni estaban formadas principalmente por conscriptos, con unidades formadas a toda prisa para la guerra. La fuerza forma grandes columnas dirigidas a proporcionar potencia de fuego cerrado para intimidar a los chechenos. Sin embargo las unidades blindadas y mecanizadas a menudo carecían de personal de apoyo o entrenamiento suficiente. Las fuerzas rusas tenían una superioridad aérea total y el avance de las tropas fueron apoyadas por helicópteros de ataque Mi-24 y aviones de apoyo aéreo cercano Su-25. 
La Fuerza Aérea de Rusia en este momento también comenzó a bombardear las aldeas cercanas, incluso aquellas que eran anti-Dudayev y potencialmente prorrusas. Desde el suelo, los atacantes fueron apoyados por los cientos de piezas de artillería y cohetes situadas cerca de Grozni.
Cuatro columnas de blindados rusos estaban destinadas originalmente a moverse en un ataque repentino y coordinado y, tras haber derrotado a todas las fuerzas hostiles, se reunirán en el Palacio Presidencial en el centro de la ciudad. La clave del plan era que las cuatro columnas que llegaran al centro de la ciudad al mismo tiempo, cosa que no sucedió. Al oeste, la 19.ª División Motorizada de Rifles (MRD) comandada por el Mayor General de Iván Babichev, apenas se movió. Al este, unidades de la 104.ª División Aerotransportada del mayor general Vadim Orlov, no se unió a la 129.ª del Distrito Militar de Leningrado (MRR) cuando se trasladó a Grozni y fue derrotada retirándose al día siguiente sin cumplir con su misión. Solo el teniente general Lev Rokhlin y sus fuerzas del 8.º Cuerpo de la Ciudad de Volgogrado (antes Stalingrado) se adentraron en la ciudad, atacando desde el norte. Debida a la incapacidad rusa de coordinar sus ataques permitió a los comandos checheno concentrar casi todas sus fuerzas contra la fuerza de asalto principal rusa, comandadas por el teniente general Anatoly Kvashin compuesta por la 131.ª Brigada Motorizada del Rifle (MRB) y la 81.ª MRR de la ciudad de Samara. Al amanecer la 131ª Brigada Motorizada del Rifle (MRB) avanzó hacia la estación de trenes. En su flanco izquierdo, la 81.ª MRR, avanzaba por la calle Pervomaiskaya Ulitsa .

#### Pervomaiskaya Ulitsa
Dos grandes convoyes blindados de la 81.ª MRR avanzaron por la calle Pervomaiskaya (Pervomaiskaya Ulitsa o calle primero de mayo). Cuando los primeros vehículos llegaron al Palacio Presidencial la columna principal fue emboscada y quedó bajo un intenso fuego de armas pequeñas y cohetes enemigos, dirigidos desde los techos y sótanos en la calle. La emboscada chechena llevó a los rusos a un embudo y transformó sus columnas blindadas en "campos de la muerte". Los artilleros, con RPG, atacaban a los vehículos de la primera y última línea con lo que dejaban atrapados al resto de las unidades en el medio. La mayor parte de los blindados de la unidad fueron destruidos. Vicecomandante de la brigada, el coronel Stankievich, tomó el mando de los sobrevivientes del regimiento y acompañado por algunos paracaidistas, en una intensa lucha, se abrieron paso de nuevo a las líneas rusas. 
Después de haber eliminado la mayor parte del 81.er regimiento, los combatientes chechenos se trasladaron en busca de más armas, después de haber saqueado lo que quedaba de las armas y municiones enemigas. Por la tarde, se agruparon alrededor del mercado principal de Grozni y avanzaron hacia la estación central de trenes.

#### Estación central de trenes
A media tarde, el primer batallón de la 131.ª Brigada Motorizada del Rifle (MRB) ocupó la estación central de trenes sin darse cuenta de la situación de la 81.ª MRR que se había separado del segundo batallón, que llegó a la estación de carga más al oeste, y del tercer batallón que estaba en las afueras de la ciudad. La unidad estacionó sus tanques y transportes blindados de tropas (APC) alrededor de la estación a la espera de órdenes. Poco después, los combatientes chechenos, escondidos en los edificios del depósito, la oficina de correos y las construcciones de alrededor de la estación, abrieron un devastador fuego con armas automáticas y antitanque. Los soldados supervivientes se refugiaron en el interior de la estación, a la que los chechenos pronto prendieron fuego. El oficial ruso al mando, el coronel Iván Savin, pidió ayuda por radio de fuego de artillería, que nunca llegó.
Al caer la noche, el coronel Savin decidió evacuar a los heridos a través del único APC disponible. Después de cargar 40 soldados heridos a bordo, la APC se movió en la dirección equivocada, hacia el centro de la ciudad. El conductor al darse cuenta de su error dio la vuelta pero fue emboscado por los chechenos con armas antitanque y solo 13 soldados sobrevivieron para ser tomados prisioneros. El 2 de enero, el coronel Savin y sus oficiales restantes abandonaron la estación de tren encontrando algunos blindados abandonados con los cuales trataron de escapar de la zona pero fueron atacados por los combatientes chechenos y Savin fue muerto en acción. El 3 de enero, la 131ª Brigada contabilizaba 189 muertos y 75 prisioneros y solo 160 estaban a salvo, incluyendo casi todos sus oficiales. Además habían perdido 20 de 26 tanques y 102 de 120 vehículos blindados.

#### Balance
El primer batallón de la 131ª Brigada de Maikop, más de la mitad del 81.ª MRR y cientos de hombres de las unidades restantes habían muerto en combate. El balance oficial fue más de un millar soldados muertos para el 3 de enero siendo la 131ª Brigada "Maikop" la más afectada. Un alto oficial ruso dijo más tarde que "El 2 de enero, hemos perdido el contacto con nuestras unidades en el frente". De acuerdo con Masjádov, unos 400 tanques vehículos blindados rusos fueron destruidos durante la batalla. El coronel general A. Galkin informó de 225 vehículos blindados perdidos durante el primer mes y medio de la guerra, incluyendo 62 carros de combate.
La mayoría de los grupos aislados de Spetsnaz se rindieron a los tres días de vagar sin comida ni rumbo por la ciudad. Un teniente coronel ruso fue citado al regreso de su cautiverio en Chechenia declarando, "la única orden que tenía que ir hacia adelante, sin explicaciones en cuanto a lo que debíamos hacer, dónde debíamos ir, y los que los capturados debían hacer". El éxito checheno fue total, incluso atacaron un batallón de artillería en las afueras de la ciudad. 
Muchas de las madres de los soldados rusos después viajaron a Chechenia para participar en las negociaciones de liberación de sus hijos. Esas negociaciones se llevó a cabo en el centro de la ciudad sin la ayuda del gobierno ruso y al mismo tiempo bajo el bombardeo de la artillería propia. Algunos de los detenidos fueron puestos en libertad con la promesa de que nunca lucharían contra los chechenos de nuevo. 
Dudáyev se trasladó antes de la batalla a Shali, a 25 kilómetros al sur de Grozni, donde dispuso su cuartel general. Muchas unidades dependientes del Ministerio del Interior o del OMON se retiraron dejando abandonados a sus compañeros dentro de la ciudad. Muchos generales fueron despedidos después por su pobre desempeño en el ataque de Año nuevo.

## Norte de la ciudad
Durante los primeros días de enero los chechenos no trataron de aniquilar a los sobrevivientes dispersos por el desastroso asalto ni a los 5.000 rusos del general Rokhlin atrincherados al norte de la ciudad, que eran los únicos en capacidad de atacar la ciudad. 
El 4 y 5 de enero los chechenos comenzaron a retirarse a las aldeas al sur de Grozni, con lo que los vehículos de combate que tenían a su disposición. Estos convoyes fueron bombardeados por ataques aéreos rusos. A pesar de los chechenos estaban en retirada, aún controlaban gran parte del centro de la ciudad. Refuerzos de ambos bandos llegaron, incluyendo a los voluntarios de pueblos chechenos lejanos de Grozni o miembros de la marina rusa. 
Los rusos procedieron a bombardear Grozni con artillería, tanques y cohetes. El resto de la batalla se centró en nuevas tácticas en las que los rusos procedieron a destruir la ciudad manzana por manzana. Esto incluyó el uso masivo de armas incendiarias por parte del ejército ruso. A continuación, se envían en pequeños grupos de hombres, a veces dirigidos por las fuerzas especiales, haciendo un uso efectivo de los equipos de francotiradores para cubrirlos. La lucha fue muy costosa y duró dos semanas mientras se preparaba la toma del Palacio Presidencial de Grozni.

### Palacio Presidencial de Grozni
El 7 de enero, la Navidad ortodoxa, los rusos concentraron su asalto al Palacio Presidencial de Chechenia, una gran estructura de hormigón construida en la época soviética como la sede local del partido comunista de Chechenia, incluyendo un refugio subterráneo contra posibles ataques aéreos. Fue defendida por 350 chechenos a tiempo completo y se estima que 150 milicianos a tiempo parcial.
Los rusos lanzaron andanadas de cohetes Grad, de artillería pesada y barriles de petróleo en llamas. Los chechenos enfrentaron los rusos nuevamente y aunque los pisos superiores del edificio se incendiaron resistieron el ataque. El Mayor General ruso, Víktor Vorobyov fue muerto por un proyectil de mortero en el mismo día, convirtiéndose en la primera de una larga lista de generales rusos que murieron en Chechenia. 
El 9 de enero, los rusos declararon un alto el fuego que resultó ser un engaño. Dos horas después del alto el fuego iniciado el 10 de enero, los rusos lanzaron un intenso bombardeo del Palacio Presidencial y se logró posicionar tres tanques alrededor del edificio, disparando a quemarropa. Hacia mediados de enero, hubo intensos combates a 100 o 200 metros del palacio. A medida que la resistencia chechena se quedaba sin municiones, alimentos y agua, les resultó cada vez más difícil resistir. 
El 18 de enero, las fuerzas rusas lanzaron un masivo bombardeo por aire y tierra. Según estimaciones, los cohetes golpeaban el palacio a un ritmo de uno por segundo. Los Sukhoi Su-25 bombardearon el Palacio. Las bombas cayeron a través de los 11 pisos del edificio y en el búnker reforzado por debajo del edificio, uno aterrizó a 20 metros del cuartel general del general Masjádov, milagrosamente no explotó. Antes de la medianoche, el comando checheno abandonó el Palacio en tres grupos, siendo Masjádov entre los últimos en salir. Estos grupos se retiraron a un hospital en el lado sur del río Sunzha, mientras que helicópteros rusos sobrevolaron la ciudad llamando a los chechenos a rendirse pero sin éxito. De acuerdo con los elementos del comando checheno, Rusia tenía a los chechenos a plena vista de sus francotiradores, pero estaban demasiado cansados para seguir luchando.

## Sur de la ciudad
Para los próximos dos días, los rusos cancelaron sus bombardeos para recoger a los muertos y heridos en las calles. El presidente ruso, Boris Yeltsin antes de tiempo declaró que la "etapa de la operación militar" había terminado. Al general Lev Rokhlin, comandante de la unidad que tomó el palacio se le ofreció la condecoración de la Orden de Héroe de la Federación de Rusia, pero se negó diciendo que él no vio nada glorioso en "una guerra en mi propia tierra."
Después de haber perdido tantos hombres en la toma de la parte norte de la ciudad, los rusos concentraron su artillería, en gran medida, en la mitad sur, disparando más de 30.000 proyectiles por día. Por un momento no hubo combate cuerpo a cuerpo, los chechenos se limitaron a desplegar francotiradores. Después de la destrucción de la mayoría de los puentes que los chechenos utilizan para cruzar el Sunzha los rusos procedieron a rodear la ciudad, teniendo que crear, los separatistas, una nueva línea de suministros. La ciudad, sin embargo, no estuvo completamente rodeada hasta el 22 de febrero de 1995. Los chechenos fueron reabastecidos rutinariamente a través del corredor de Shali.
Con el tiempo, los rusos avanzaron a 200 metros del cuartel de Masjádov. A pesar de que Masjádov lanzó todas sus fuerzas disponibles en su contra, incluidos sus tres tanques, no lograba detener la ofensiva. Fue en este punto que decidieron trasladarse a abandonar las posiciones a lo largo del Sunzha y retirarse a la tercera línea de defensa a lo largo de las crestas de las montañas que rodeaban el sur de la ciudad. 

### Afueras del sur de la ciudad
El 25 de enero el presidente checheno anunció que ningún prisionero ruso sería liberado hasta la firma de un alto al fuego. El 8 de febrero. Se anunció una tregua y la mayoría de las fuerzas chechenas restantes, incluyendo su armamento pesado, se retiraron de la ciudad devastada. Trasladaron su sede a la ciudad de Novogroznensk, la primera de varias capitales temporales que tendrían. 
El 13 de febrero Rusia y las fuerzas chechenas llegaron a otro acuerdo de alto el fuego para limitar el uso de armas pesadas, que abarcaba el uso de la aviación, artillería y morteros. Sin embargo, el 21 de febrero una semana después, los rusos volvieron a los ataques a gran escala de artillería y la aviación en Chechenia. Cuando se acercó el final de febrero, Shamil Basáyev y sus hombres utilizaban solo tácticas guerrilleras a pequeña escala hasta que, finalmente, se retiraron en marzo.

## Bajas
Las bajas militares en ambos bandos son desconocidas. Las cifras oficialmente dadas a conocer cifran las pérdidas rusas en 1.376 muertos en combate y 408 desaparecidos en acción, pero la cifra real podría ser mucho mayor. Según Dudáyev, 4.000 soldados rusos murieron solo en el asalto de Año nuevo (1.500 de acuerdo con defensores de derechos humanos rusos).
Las bajas civiles según Sergei Kovalev comisionado de la Duma rusa por los derechos humanos y asesor de presidente ruso Yeltsin en materia de derechos humanos, que habían estado en Grozni durante una parte de los combates, estima en 27.000 personas, muchas de ellas de origen ruso, murieron en las cinco semanas de combate. Anatol Lieven, quien también estaba en Grozni durante la batalla, en su libro Chechnya, puso sus estimaciones más bajas de alrededor de 5.000 civiles muertos, unos 500 más murieron por los bombardeos rusos antes a la batalla. 
Los observadores internacionales de la Organización para la Seguridad y la Cooperación en Europa describió las escenas como una "catástrofe inimaginable", mientras que el canciller alemán Helmut Kohl describió los hechos como "una locura".